# Walther Villiger
Walther Augustin Villiger (1872–1938; su primer nombre es a veces escrito como Walter) fue un astrónomo alemán e ingeniero que descubrió un asteroide mientras trabajaba en Múnich, Alemania. También participó en la observación de cometas.
Su periodo de actividad en la astronomía se extiende desde 1896 a 1907. En 1924, menos de un año antes de que el primer planetarium fuese abierto en el Deutsches Museum en Múnich, Walther Villiger sugirió un nuevo y mejorado proyector planetario de Zeiss. Su nuevo Zeiss, conocido como Mark II, fue diseñado para los observatorios más grandes que los modelos previos (por encima de los 23 metros).

## Asteroides descubiertos
Villiger descubrió solamente el asteroide Monachia